# Новый Городок (Кемеровская область)
Но́вый Городо́к — посёлок городского типа в Беловском городском округе Кемеровской области России. По количеству жителей наиболее крупный из посёлков, не входящих в центральную часть округа.

## История
Основан в конце 1940-х годов как благоустроенный посёлок для рабочих шахт «Чертинская», «Новая» и «Западная», чем объяснимо его название — посёлок по сравнению с соседними Чертинским и Бабанаково действительно был новым. Городком же его называли, чтобы подчеркнуть разницу с соседними малоэтажными населёнными пунктами. Выбор места для строительства обусловлен геологическими условиями: это пологий холм между речкой Большой Бачат и ручьём Малый Ключ, водораздел между которыми проходит ныне примерно по пер. Седова. Здесь, в отличие от соседнего поселка Чертинский, нет подземных выработок, из-за которых невозможным было бы многоэтажное строительство. Кроме того, данный участок был свободен от застройки. 
Застройка велась по классической для кузбасских рабочих поселков схеме: трёх-пяти-этажный центр и улицы индивидуальных жилых домов на окраинах. Застройка отражает основные этапы развития строительства в СССР и одновременно выделяет в посёлке составные части: 
- Нижний городок - улица Мира и прилегающие к ней - самые старые в поселке. Расположен на северной окраине, на границе с Чертинским поселком. Сложился в 1940-х годах. Основная застройка - индивидуальные и двухквартирные дома.
- Старый городок - улицы Седова, Гастелло, Ермака, часть улицы Пржевальского - "Сталинки" разного качества: 2-х этажные без балконов и некоторых элементов благоустройства "шлакоблочные бараки" на улицах Гастелло и Седова; и комфортные кирпичные 3-х этажные с высокими потолками, балконами и арочными окнами на Киевской и Ермака.
- Новый городок  - 3-5 этажные хрущевки, а также дома других серий по улицам Гражданская, Тухачевского, Глинки, построенные в 60-е и начале 70-х годов. Хрущевки встречаются и в остальных частях поселка.
- Верхний городок - все дома южнее центральной площади — построенные в 70—90-е годы из панелей, декорированных голубым кафелем, а также кирпичные дома "улучшенной планировки";

Центральная улица посёлка — Киевская. Она представляет собой дорогу с двумя проезжими частями и разделительной полосой между ними, на которой высажены деревья. Киевская улица идёт от Нижнего городка через Старый к центральной площади у Дома культуры Угольщиков и далее через Верхний до парка Новгородский на южной окраине. Напротив ДК Угольщиков проезд по улице закрыт. Квартал южнее ДК Угольщиков между улицами Киевской, Астраханской и Тухачевского не застроен — он планировался к дальнейшей застройке в 90-е годы, но остался почти не тронутым — возведён только один пятиэтажный дом, ещё для четырёх были заложены фундаменты, которые были окончательно утрачены в 2020 году. Рядом с ДК Угольщиков на месте бывшей конечной остановки автобусов построена Успенско-Никольская церковь. Достаточно интенсивная индивидуальная застройка продолжалась все советские годы, двигаясь в основном на запад и юг от центра, вдоль дороги к Старобачатам.

## Общественные пространства
Общественные пространства представлены лишь двумя скверами у ДК, давно запущенным сквером у 19-й школы, и довольно большим, но неухоженным тополиным парком на юго-востоке, рядом с которым в конце 80-х было начато, но не завершено строительство большой спортплощадки с футбольным полем. Попутно предприняли и попытку создать зону рекреации на близлежащей запруде Малого Ключа, насыпав песчаный пляж и сильно подняв уровень воды наращиванием существующей ещё с 50-х гг. каменно-щебёночной дамбы. Перестроечный кризис не позволил закончить ни тот, ни другой проект; место со временем утратило востребованность и в 2010-е площадь озёрного зеркала сократилась вчетверо. Также к северо-западу от населённой территории есть значительная полоса сосновых лесопосадок, отделяющая Новый городок от Чертинского, однако для отдыха её практически не используют. 

## Экономика
Новый городок, в отличие от других крупных населённых пунктов Беловского городского округа, не имеет на своей территории никакого масштабного предприятия и всегда был спальным — его жители работали и продолжают работать на соседних территориях. Ежедневно десятки служебных автобусов развозят рабочих по крупным предприятиям Беловского городского округа, и Беловского района: Шахта Чертинская-Южная, Беловская ЦОФ, Бачатский разрез, Сартакинский разрез, шахта Беловская и другим. В самом поселке работала автобаза «Чертинская», которая в начале 2000-х была продана своему основному конкуренту в городе - ООО "Белтранс". Новое руководство перевели автомобили и работников на основной комплекс в Бабанаково, а территорию в Новом городке развивать не стали. Также работал хлебозавод № 2 объединения «Беловохлеб» который тоже был закрыт в 2000-е годы целях сокращения издержек предприятия. В направлении Чертинского находилась ближайшая к Новому Городку шахта «Западная» - она остановилась в конце 90-х. и к настоящему времени полностью ликвидирована. Также закрылся и находившийся в полутора километрах к юго-западу от поселка в направлении Старобачат Беловский каменный карьер.
Отопление жилых домов обеспечивают две котельные — № 1 постройки 1958 г. и № 11 1984 г. Как и во всём Кузбассе, котельные работают на угле. Недалеко от котельной № 11 в самой высокой точке посёлка находится издали заметная другая местная заброшенная «достопримечательность» — недостроенная бетонная водонапорная башня, возведение которой пришлось прекратить из-за выявленного превышения допустимого отклонения по вертикали.

## Население
| 1989    | 2002    | 2009    | 2010    | 2012    | 2013    | 2014    |
| ------- | ------- | ------- | ------- | ------- | ------- | ------- |
| 20 278  | ↘16 765 | ↘15 694 | ↗15 750 | ↗15 751 | ↗15 770 | ↘15 611 |
| 2015    | 2016    | 2017    | 2018    | 2019    | 2020    | 2021    |
| ↘15 315 | ↘15 037 | ↘14 835 | ↘14 785 | ↘14 748 | ↗14 809 | ↘14 691 |

## Инфраструктура
- Городская больница № 2 г. Белово (в составе детская и взрослая поликлиника)
- Средняя общеобразовательная школа № 19 г. Белово (образована слиянием трёх средних школ посёлка)
- Детский дом "Надежда"
- Специальная (коррекционная) общеобразовательная школа-интернат № 15
- Две библиотеки (детская и взрослая)
- Дом культуры Угольщиков
- Горноспасательный отряд
- Успенско-Никольский храм Кемеровской и Прокопьевской епархии РПЦ
- Котельная № 11

Объекты социальный инфраструктуры посёлка: больница, поликлиника, отделение полиции, отделение Сбербанка — предназначены в том числе и для обслуживания жителей п. Чертинского, что связано с изначальной интеграцией двух территорий ещё со времен СССР. 

## Дороги и транспорт
Несмотря на то, что в Кузбассе очень распространен железнодорожный транспорт и подъездные ветки можно встретить в каждом населённом пункте, в Новом городке нет ни одной железнодорожной ветки. Непосредственно в посёлок заходила ветка для снабжения углём Котельной № 11, которой, однако, так и не начали пользоваться, обходясь подвозом грузовиками, вследствие чего бездействовавшая линия была постепенно расхищена в 2010-е гг. Подъездные рельсовые пути к Беловскому каменному карьеру и шахте Западная также были разобраны.
Дороги в поселке чинятся очень редко из-за дефицита городского бюджета. Обычно ремонтируется только "маршрут городского транспорта" - улицы по которым ходят автобусы. Внутриквартальные и дворовые проезды чаще всего ремонтируются за счет самих жителей. 
Посёлок связан с другими населёнными пунктами Беловского округа и Беловского района автомобильными дорогами. Однако посёлок находится как бы в "котле": на междугородные трассы нельзя попасть, не проделав путь через соседние посёлки Чертинский, Бабанаково, Старобачаты или через пос. Ильича.
Городской транспорт представлен автобусами и маршрутными такси маршрута №1, связывающего Новый городок с центром города. Это самый длинный маршрут в городском округе. При этом в самом Новом городке маршрут проходит не по центральной улице, а огибает поселок кольцом по окраинным улицам Тухачевского, Астраханской, Гастелло. Из-за того что Новый городок относится к территориям Беловского городского округа, на городском транспорте действует тариф составленный из городского и межмуниципального компонентов. Стоимость проезда на автобусе от Н.Городка до пос. Чертинский (4 км) выше, чем от пос. Чертинский до центра города (16 км), из-за пересечения символической границы между городом Белово и территорией, входящей в Беловский городской округ.

### Улицы
- Алтайская
- Астраханская
- Ахматовой
- Ачимова
- Бабушкина
- Багаева
- Гастелло
- Герцена
- Глинки
- Гражданская
- Ермака
- Киевская
- Киселевская
- Комсомольская
- Космонавтов
- Котегова
- Кузнецкая
- Межевая 1-я
- Межевая 2-я
- Мира
- Молодёжная 1-я
- Молодёжная 2-я
- Мусоргского
- Новогородская
- Обнорского
- Обская
- Ольшанская
- Печерская
- Полевая
- Попова
- Пржевальского
- Радищева
- Репина
- Светлая
- Седова
- Семиреченская
- Сиреневая
- Стрепетова
- Строительная
- Студёная
- Тульская
- Тухачевского
- Улусская
- Уральская
- Цветаевой
- Чаадаева
- Чертинская 1-я
- Чертинская 2-я
- Шишкина

### Переулки
- Весенний
- Гастелло
- Глинки
- Майский
- Пржевальского
- Седова